# Eversmannia subspinosa
Eversmannia subspinosa là một loài thực vật có hoa trong họ Đậu. Loài này được (DC.) B.Fedtsch. miêu tả khoa học đầu tiên.